# 77 West Wacker Drive
Der 77 West Wacker Drive, auch R. R. Donnelley Center, ist ein Gebäude in der US-amerikanischen Großstadt Chicago am Michigansee. Der Erstname des Gebäudes wurde von seiner Adresse (77 West Wacker Drive, Chicago, IL) abgeleitet.
Aufgrund seines äußerlichen Designs, insbesondere des Daches, fällt das 1992 fertiggestellte Gebäude in Chicagos Skyline besonders auf. Die Höhe des Wolkenkratzers beträgt 204 Meter. Die 49 Stockwerke werden als Büroräumlichkeiten vermietet. Zu den Hauptmietern gehören Microsoft und United Airlines. Das Gebäude verfügt über 25 Aufzüge.
Im Jahr 1998 war das Gebäude im Film Verhandlungssache (The Negotiator) zu sehen, in dem Samuel L. Jackson und Kevin Spacey die Hauptrollen spielten.
Direkt neben dem Gebäude befindet sich der OneEleven-Wolkenkratzer.

## Weblinks

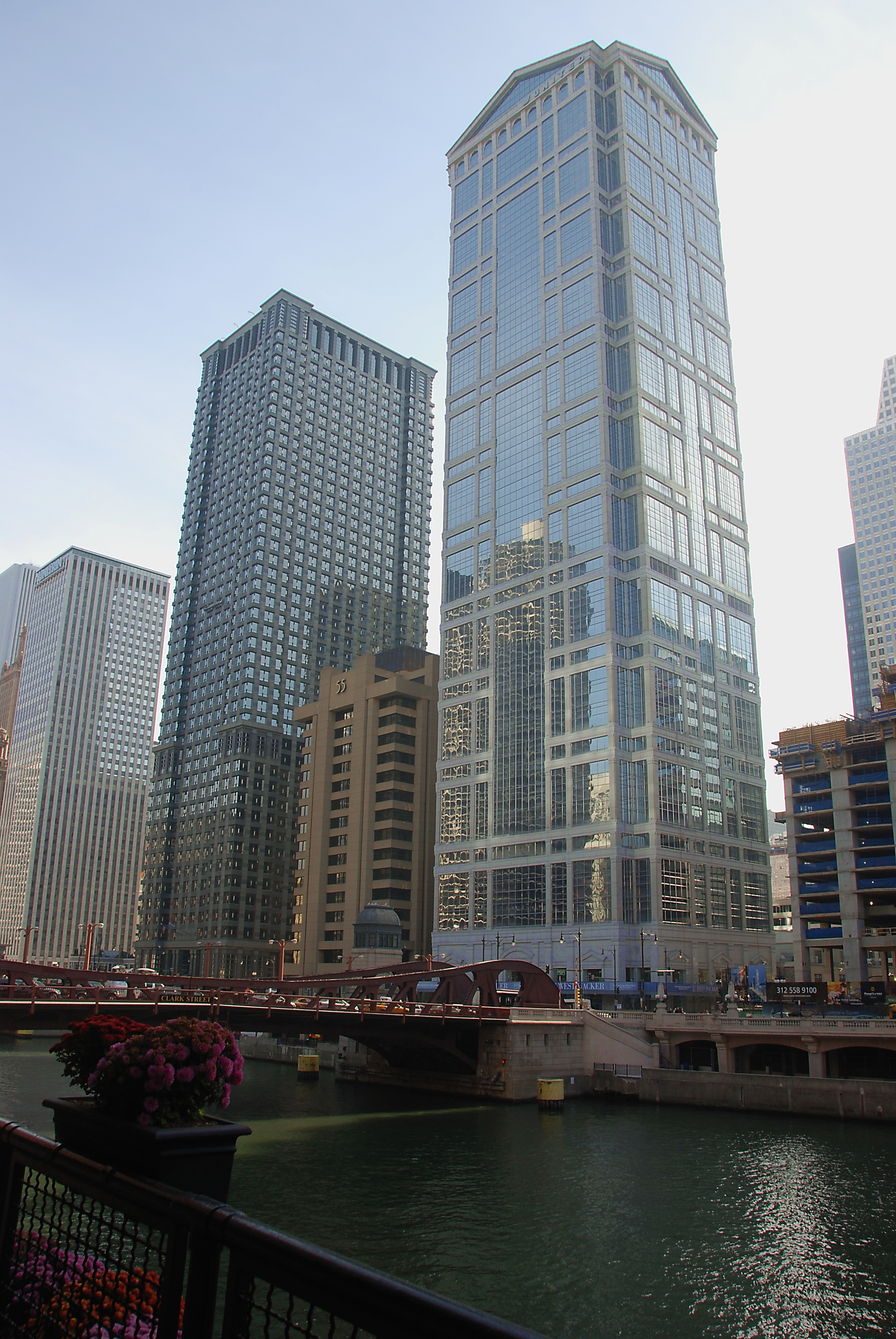
Ansicht von der Straße, dazwischen der Chicago River